# Wellenreitanlage

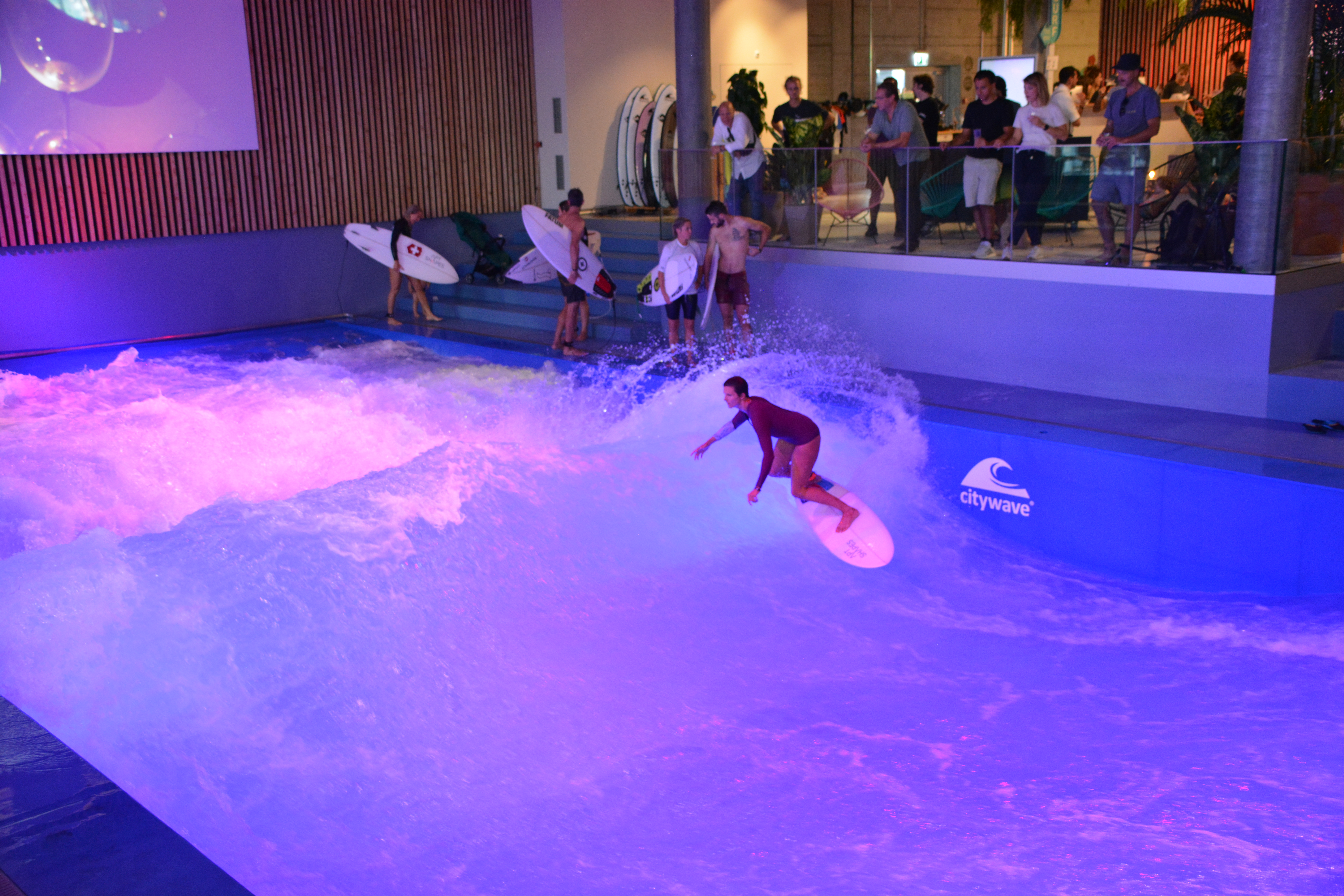
Surfer auf einer Indoor Wellenreitanlage

Wellenreitanlagen ermöglichen es, auch weit weg vom Meer zu surfen. Eine Wellenreitanlage ist meistens ein mit Wasser befüllter Pool, in dem eine surfbare Welle künstlich erzeugt wird. Um authentisch mit Surfbrett und Finnen zu surfen, benötigt man einen Wellenpool mit einer Wassertiefe von mindestens einem Meter. Diese Wellenreitanlagen ermöglichen es, stationäre, surfbare Wellen wie am Münchner Eisbach in alle Regionen weltweit zu bringen, ohne dass das Meer, ein See oder ein Fluss benötigt wird.